# Něco se stalo
Něco se stalo (v anglickém originále Something Happened) je třetí díl čtvrté série britského sitcomu z prostředí informačních technologií Ajťáci. Poprvé byla epizoda odvysílána 9. července 2010. České premiéry se díl dočkal 9. prosince 2011.

## Synopse
Douglas Reynholm propadne esoterismu. Jen se na koncertě seznámí s klávesistou kapely Sweet Billy Pilgrim, zatímco Roy si na tomtéž koncertě namůže záda. Zajde si na masáž, ale závěrem se dočká nepříjemnosti. Když si libuje, jak byla masáž skvělá, masér jej políbí na zadnici. Roy je z toho dost otřesen a po poradě s Mossem se rozhodne homosexuálního maséra dát k soudu.

## Příběh
Douglas Reynholm se nyní často zdržuje v IT oddělení, Roy pro něj dělá webovou prezentaci jeho nové vášně – „Spaceologie“. Jen Barber se domluví s Royem a Mossem na návštěvě koncertu, ale Moss se splete a omylem skončí ve striptýzovém podniku. Roy se na koncertě odváže a při pařbě si namůže záda. Jen se zahledí do klávesisty (který se tváří celou epizodu stále stejně – má mírně nechápavý výraz).
Roy v kanceláři trpí kvůli zádům, mezitím Douglas vypráví další svůj úspěšný příběh: přál si helikoptéru a díky příznivě nakloněným hvězdám si ji do týdne pořídil. Moss se diví Jen, že si začala s chlapíkem, který je jako oni – nerdi. Roy jí vyčítá, že je to jen kvůli kapele.
Roy se rozhodne zajít si na masáž. Masér se jeví kvalitní, ale ve chvíli, kdy Royovi sundá ručník zakrývající jeho pozadí, Roy značně znejistí. Masér pokračuje a Royovy obavy se pomalu rozptylují s nastupujícím pocitem úlevy od bolesti. Když je masáž hotova, masér se sehne a políbí Roye na zadnici. Ten je z této situace v šoku. Když se v kanceláři svěří Mossovi, má trochu obavy, že se mu bude smát. Moss však na tom neshledává nic směšného a naopak Roye nabádá, aby dal neomaleného maséra k soudu. Obětí jeho chlípných choutek mohou býti další pozadí mnoha nicnetušících mužů. 
Douglas dočetl knihu „Jak si udělat tetování“ a vytetoval si na předloktí svou oblíbenou helikoptéru. Jen je pozvána na zkoušku kapely, aby vyjádřila názor na nový song. Padne návrh, aby s kapelou vystoupila na pódiu a zpívala ženský vokál. Jen nadšeně přijímá, ale koncert skončí propadákem a členové kapely sdělí svému klávesistovi, že už s ním nepočítají. Jen se naivně zeptá, jestli se to týká i jí. 
Od této chvíle již bývalý klávesista v jejích očích značně klesl.
Roy před soudem vypráví svou verzi. Vede plamennou obhajobu a závěrem se dočká aplausu, který spustí Moss. Jen se během procesu neudrží a začne se nahlas smát. Nikdo se k ní nepřidá, čemuž se velmi diví. Douglas Reynholm jí vysvětlí, že jde o vážnou věc.
Majiteli firmy Reynholm Industries se zanítila tetovaná ruka a doktoři mu ji museli amputovat. Douglas Reynholm neklesá na mysli, naopak má důvod k velké radosti – jeho dalším splněným snem je implantovaná robotická ruka. Ve své kanceláři si zkouší, co všechno dokáže a přitom demoluje interiér. Pootevřenými dveřmi jej zahlédne Moss, který ucedí:
„Já bych svou robotickou ruku využíval ve prospěch dobra!“
Jen sleduje svého přítele během spánku a jeho hvízdání, které se jí dříve zdálo milé, ji nyní štve. Plácne jej rukou přes hruď:
„Vstávej!“

## Poznámka
V epizodě vystupuje anglická experimentální folk/rocková kapela Sweet Billy Pilgrim., její členové si zde zahráli sami sebe.